# Saint-Nicolas-des-Bois (Manche)
Saint-Nicolas-des-Bois is een gemeente in het Franse departement Manche (regio Normandië) en telt 113 inwoners (2009). De plaats maakt deel uit van het arrondissement Avranches.

## Geografie
De oppervlakte van Saint-Nicolas-des-Bois bedraagt 3,6 km², de bevolkingsdichtheid is dus 31,4 inwoners per km².
De onderstaande kaart toont de ligging van Saint-Nicolas-des-Bois (Manche) met de belangrijkste infrastructuur en aangrenzende gemeenten.

## Demografie
Onderstaande figuur toont het verloop van het inwonertal (bron: INSEE-tellingen).

1. ↑  Populations de référence 2022.